# ジョー・ヘンダーソン
ジョー・ヘンダーソン（Joe Henderson、1937年4月24日 - 2001年6月30日）は、アメリカのジャズ・ミュージシャン。テナーサックス奏者。ヘンダーソンはその輝かしい40年以上のキャリアの中で同時代の多くのアメリカの一流プレイヤーと共演し、ブルーノートを含むいくつかの主要なレーベルで録音を残している。

## 経歴

### 幼少期
ヘンダーソンはオハイオ州のライマにて、5人姉妹と9人兄弟の大家族の下に生まれた。音楽は彼の両親と兄のジェームズ.T.から奨められた（彼はファースト・アルバム収録の「for being so understanding and tolerant」を彼らに捧げている）。最初の頃はドラム、ピアノ、サクソフォーン、作曲などに興味を持っていた。ケニー・ドーハムによると、ヘンダーソンの兄弟が通う学校の2人のピアノ教師、リチャード・パターソンとドン・ハーレスが彼にピアノを教えた。彼は兄弟のレコードコレクションにひどく夢中になった。これは地元のドラマー、ジョン・ジャレットがヘンダーソンにレスター・ヤング、スタン・ゲッツ、デクスター・ゴードン、チャーリー・パーカーの音楽を聴くようにアドバイスしたのに影響を受けたらしい。彼はフリップ・フィリップスやリー・コニッツ、ジャズ・アット・フィルハーモニックの録音も好んだ。中でもパーカーから最も強いインスピレーションを受けた。彼は、ハイスクールのハーバート・マーフィの指導でサクソフォーンを始めた。この時期に彼はスクールバンドやロックグループのためにいくつかの楽曲を書いている。
18歳のとき、ヘンダーソンは50年代のデトロイトジャズシーンで活動し、ニューヨークから訪れたスタープレーヤーとジャムセッションで演奏した。ウェイン州立大学のフルートとベースの授業を受けながら、テール音楽学校で名声のあった教師ラリー・ティールの指導のもとでサクソフォーンと作曲のスキルをさらに伸ばした。1959年暮れに自身初めてのグループを作った。ウェイン州立大学在籍時、多くのレスター・ヤングのソロを真似て暗記し、彼の担当教授に完璧にものにしたと信じさせた。クラスメートのユセフ・ラティーフ、バリー・ハリス、ドナルド・バードは疑いなく特別なインスピレーションを与えた。彼はケンタッキー州立大学でも音楽を勉強した。

### 初期の経歴
彼は1960年から1962年の2年間を米軍で過ごした。最初の任地、ベニング基地にて軍のタレントショーのコンテストに参加し、1位の座を勝ち取った。そしてベルボイア基地で兵士慰問の世界ツアーのメンバーに選ばれた。パリにいたとき彼はケニー・ドリューとケニー・クラークと知り合った。そして徴兵を終えるためメリーランドに送られた。1962年に退役し、すぐにニューヨークに移動した。彼は初めにサクソフォーン奏者のジュニア・クックの処で、彼に取ってかけがえの無い指導者であるトランペッターのケニー・ドーハムと出会った。ある晩、彼らはバードランドで演奏していたデクスター・ゴードンに会いに行った。ヘンダーソンはゴードンからリズムセッションに加わって一緒に演奏しないかと尋ねられた。言うまでもなく、彼は喜んで承諾した。
ヘンダーソンの初期のレコーディングはハードバップの強い影響を受けていたが、彼の演奏はビバップだけでなくリズム・アンド・ブルースやラテンアメリカ・ミュージック、そしてアバンギャルドの様式も持ち合わせていた。間もなく彼はホレス・シルヴァーのバンドに参加し、ヒット・アルバム『ソング・フォー・マイ・ファーザー』で画期的なソロ演奏を提供した。1966年にシルヴァーのバンドを去った後、ヘンダーソンはフリーランスに戻り、ケニー・ドーハムと一緒にビッグバンドを率いた。彼のビッグバンド向けの編曲は1996年のアルバム『ビッグ・バンド』のリリースまで録音されなかった。

### ブルーノート時代
1963年から1968年にかけて、ジョー・ヘンダーソンは5枚の自分名義のアルバムを含む、30枚近いアルバムをブルーノート・レコードに残している。その録音は、彼の初リーダー・アルバムであり比較的に保守的なハードバップのセッションの『ページ・ワン』（1963年）から、『インナー・アージ』や『モード・フォー・ジョー』（1966年）のようなより前衛的なセッションに及んだ。さらにブルーノートで他の演奏者がリーダーを務める歴史的なアルバム、例えば、ホレス・シルヴァーの『ソング・フォー・マイ・ファーザー』、ハービー・ハンコックの『ザ・プリズナー』、リー・モーガンのヒット作『ザ・サイドワインダー』、ピアニストのアンドリュー・ヒルの『ブラック・ファイア』（1963年）、『ポイント・オブ・ディパーチャー』（1964年）、ドラマーのピート・ラロカの『バスラ』（1965年）などで、卓越した役割りを演じた。
1967年には、短期間ではあったがハービー・ハンコック、ウェイン・ショーター、ロン・カーター、トニー・ウィリアムスを擁するマイルス・デイヴィス・クインテットに参加した。しかし、このバンドでの録音は行われなかった。その後、ヘンダーソンの順応性と折衷主義がより強く現れるようになる。

### マイルストーン時代
1967年、ヘンダーソンは、オリン・キープニュースが新しく作ったばかりのレーベル、マイルストーン・レコードと契約し、彼の経歴は新しいフェーズに入った。ヘンダーソンは1967年から1968年の間に、フレディ・ハバードとともにジャズ・コミュニケーションズを率いた。さらにハービー・ハンコックのアルバム『ファット・アルバート・ロトゥンダ』（1969年）に客演した。この時期にヘンダーソンはジャズ・ファンク・フージョンやスタジオ多重録音、電子音響といった新しいものを経験した。また、「Power To the People」、「In Pursuit of Blackness」、「Black Narcissus」といった楽曲およびアルバム・タイトルは、彼の政治・社会への関心の高まりを反映している。この時期の最後のアルバム『ブラック・ナルシサス』も1947年の『Powell and Pressburger』の映画から名付けられている。
1971年、ブラッド・スウェット・アンド・ティアーズに参加した後、ヘンダーソンはサンフランシスコに移動して講義を行うようになった。彼はレコーディングおよび演奏を続けていたが、次第にジャズの聴衆からは評価されなくなった。

### 晩年

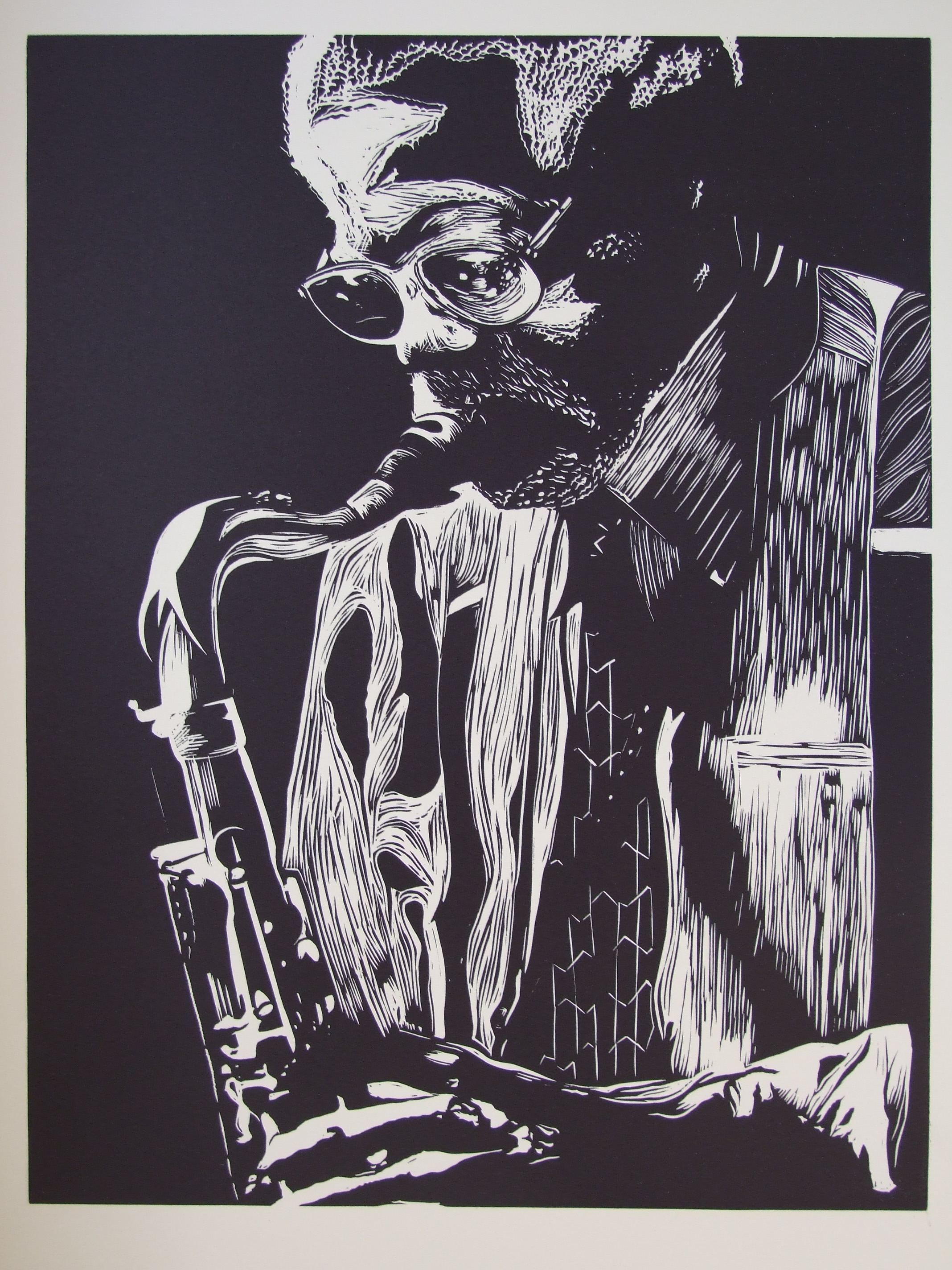
スチュアート・アームストロングによる晩年のジョー・ヘンダーソンを描いたリノニウム絵画

しかし、グリフィス・パーク・バンドやチック・コリアと共演したアルバム『あの頃のジャズ (Echoes of an Era)』をきっかけに、ヘンダーソンは1980年代を代表するリーダー演奏者となった。熟練した多作の編曲者である彼は、スタンダードと彼自身の初期の曲の再解釈に集中するようになった。1986年、ブルーノートは彼にジャズシーン復活の最前線の役割りを与え、ニューヨークのヴィレッジ・ヴァンガードでアルバム『ヴィレッジ・ヴァンガードのジョー・ヘンダーソンVol.1 & Vol.2』という2巻のアルバムの録音を行った。ロン・カーター、アル・フォスターを擁したこのアルバムは、1957年にソニー・ロリンズが同じレーベルで録音したヴィレッジ・ヴァンガードでのライブ・アルバムで採用した、テナー・トリオの形式を再現したものであった。ヘンダーソンはセロニアス・モンクの「Ask Me Now」をバラードに仕立て、その後七、八年間の彼の基本的なレパートリーにした。
イタリアの独立レーベルのRed Recordsでチャーリー・ヘイデンとアル・フォスターとライブ・トリオを組み、『An Evening with Joe Henderson』をリリースした後、ヘンダーソンは大きな転機を迎えた。ヴァーヴが彼に注目し、1990年代の初めに彼と契約を行ったのだ。ヴァーヴはヘンダーソンのレコーディングにソングブック・アプローチを適用し、大々的に広告キャンペーンを打った。そして、ヘンダーソンをコンテンポラリー・ジャズ・シーンの第一人者に据えることに成功した。1992年の彼の復帰作である『ラッシュ・ライフ』は商業的に大きく成功し、マイルス・デイビス、アントニオ・カルロス・ジョビンのトリビュート・アルバム、ジョージ・ガーシュウィンのオペラ曲を取り上げた『ポーギー&ベス』を続けてリリースした。
2001年6月30日、ジョー・ヘンダーソンは肺気腫の闘病の末、心不全で亡くなった。64歳没。

## ディスコグラフィ

### リーダー・アルバム
ブルーノート
- 1963年 『ページ・ワン』 - Page One
- 1963年 『アワ・シング』 - Our Thing
- 1964年 『イン・ン・アウト』 - In 'n Out
- 1964年 『インナー・アージ』 - Inner Urge
- 1966年 『モード・フォー・ジョー』 - Mode for Joe
- 1985年 『ヴィレッジ・ヴァンガードのジョー・ヘンダーソンVol.1 & Vol.2』 - The State of the Tenor: Live at the Village Vanguard, Vols. 1 & 2（ライヴ）

マイルストーン
- 1967年 『ザ・キッカー』 - The Kicker
- 1968年 『テトラゴン』 - Tetragon
- 1969年 『パワー・トゥ・ザ・ピープル』 - Power to the People
- 1970年 If You're Not Part of the Solution, You're Part of the Problem。 のち（解題）『アット・ザ・ライトハウス』 - At the Lighthouse 2004年。
- 1971年 In Pursuit of Blackness
- 1971年 『ジョー・ヘンダーソン・イン・ジャパン』 - Joe Henderson in Japan（銀座「ジャンク」招聘による「東京都市センター・ホール」におけるライヴ。当初はVictorから発売。）
- 1972年 『ブラック・イズ・ザ・カラー』 - Black is the Color
- 1973年 『ジ・エレメンツ』 - The Elements
- 1973年 『キャニオン・レディ』 - Canyon Lady
- 1973年 『マルチプル』 - Multiple
- 1975年 『ブラック・ミラクル』 - Black Miracle
- 1975年 『ブラック・ナルシサス』 - Black Narcissus

ヴァーヴ
- 1968年 『フォア！』 - Four!（ライヴ）
- 1968年 『ストレート・ノー・チェイサー』 - Straight, No Chaser（ライヴ）
- 1992年 『ラッシュ・ライフ』 - Lush Life: The Music of Billy Strayhorn
- 1992年 『ミュージング・フォー・マイルス』 - So Near, So Far (Musings for Miles)
- 1994年 『ダブル・レインボウ：ジョビンに捧ぐ』 - Double Rainbow: The Music of Antonio Carlos Jobim
- 1996年 『ビッグ・バンド』 - Big Band
- 1997年 『ポーギー&ベス』 - Porgy & Bess

Red Records
- 1987年 チャーリー・ヘイデン、アル・フォスターと共同名義, An Evening with Joe Henderson（ライヴ）
- 1987年 チャーリー・ヘイデン、アル・フォスターと共同名義, More from an Evening with Joe Henderson（ライヴ）
- 1991年 The Standard Joe

Jazz Door
非公式版
- 1967, 1973年 Sextet & Quartet （ベオグラードとニューヨークにおけるライヴ。ケニー・バロン、シダー・ウォルトンらが参加。）
- 1994年 Live（ライヴ。ジョージ・ムラーツ、アル・フォスターらが参加。）

その他のレーベル
- 1971年  日野皓正、菊地雅章と共同名義, 『ソー・ホワット：ジョー・ヘンダーソン＆菊地、日野イン・コンサート』 - Sunrise in Tokyo: Live in 1971 (Fontana)（日本都市センターホールにおけるライヴ）
- 1977年  Wayne Darling、Ed Sophと共同名義, Barcelona (Enja)
- 1979年 Relaxin' at Camarillo (Contemporary)
- 1980年 『ミラー、ミラー』 - Mirror, Mirror (Pausa)（チック・コリア、ロン・カーター、ビリー・ヒギンスと共演）
- 1999年 Warm Valley (West Wind)（トニー・マルトゥッチ、トミー・セシル、ルイ・シェールと共演）

### サイドマンとして参加したアルバム
- 1963年 ケニー・ドーハムの作品に参加, Una Mas (Blue Note)
- 1963年 アンドリュー・ヒルの作品に参加, 『ブラック・ファイア』 - Black Fire (Blue Note)
- 1963年 ジョニー・コールズの作品に参加, Little Johnny C (Blue Note)
- 1963年 グラント・グリーンの作品に参加, 『アム・アイ・ブルー』 - Am I Blue (Blue Note)
- 1963年 グラント・グリーンの作品に参加, 『アイドル・モーメンツ』 - Idle Moments (Blue Note)
- 1963年 ブルー・ミッチェルの作品に参加, Step Lightly (Blue Note)
- 1963年 Antonio Diaz "Chocolaté" Menaの作品に参加, Eso Es Latin Jazz...Man!
- 1963年 ボビー・ハッチャーソンの作品に参加, The Kicker (Blue Note - released 1999)
- 1964年 グラント・グリーンの作品に参加, 『ソリッド』 - Solid (Blue Note)
- 1964年 リー・モーガンの作品に参加, 『ザ・サイドワインダー』 - The Sidewinder (Blue Note)
- 1964年 ケニー・ドーハムの作品に参加, Trompeta Toccata (Blue Note)
- 1964年 ホレス・シルヴァーの作品に参加, 『ソング・フォー・マイ・ファーザー』 - Song for My Father (Blue Note)
- 1964年 アンドリュー・ヒルの作品に参加, 『ポイント・オブ・ディパーチャー』 - Point of Departure (Blue Note)
- 1964年 フレディ・ローチの作品に参加, Brown Sugar (Blue Note)
- 1964年 デューク・ピアソンの作品に参加, Wahoo! (Blue Note)
- 1965年 アンドリュー・ヒルの作品に参加, Pax (Blue Note)
- 1965年 ピート・ラロカの作品に参加, Basra (Blue Note)
- 1965年 ラリー・ヤングの作品に参加, Unity (Blue Note)
- 1965年 ホレス・シルヴァーの作品に参加, The Cape Verdean Blues (Blue Note)
- 1966年 ナット・アダレイの作品に参加, Sayin' Somethin' (Atlantic)
- 1966年 デューク・ピアソンの作品に参加, Sweet Honey Bee (Blue Note)
- 1967年 マッコイ・タイナーの作品に参加, 『ザ・リアル・マッコイ』 - The Real McCoy (Blue Note)
- 1969年 ハービー・ハンコックの作品に参加, 『ザ・プリズナー』 - The Prisoner (Blue Note)
- 1969年 ハービー・ハンコックの作品に参加, 『ファット・アルバート・ロトゥンダ』 - Fat Albert Rotunda (Warner Bros.)
- 1969年 ミロスラフ・ヴィトウスの作品に参加, 『限りなき探求』 - Infinite Search (Embryo)
- 1970年 フレディ・ハバードの作品に参加, Red Clay (CTI)
- 1970年 フレディ・ハバードの作品に参加, Straight Life (CTI)
- 1970年 アリス・コルトレーンの作品に参加, Ptah, the El Daoud (Impulse!)
- 1971年 ブルー・ミッチェルの作品に参加, Vital Blue (Mainstream)
- 1973年 ロン・カーターの作品に参加, All Blues (CTI)
- 1973年 フローラ・プリムの作品に参加, 『バタフライ・ドリームス』 - Butterfly Dreams (Milestone)
- 1974年 ジョニー・ハモンド・スミスの作品に参加, Higher Ground
- 1974年 チャールズ・アーランドの作品に参加, Leaving This Planet
- 1974年 パトリース・ラッシェンの作品に参加, Prelusion
- 1976年 コーク・エスコヴェードの作品に参加, Comin' At Ya!
- 1976年 ロイ・エアーズの作品に参加, Daddy Bug & Friends
- 1977年 フローラ・プリムの作品に参加, 『邂逅』 - Encounter
- 1977年 ウディ・ショウの作品に参加, Rosewood (Columbia)
- 1978年 フレディ・ハバードの作品に参加, Super Blue
- 1982年 マル・ウォルドロンの作品に参加, One Entrance, Many Exits
- 1989年 ジョン・バランタインの作品に参加, Sky Dance (Justin Time)
- 1989年 チャーリー・ヘイデン、ジョー・ヘンダーソン、アル・フォスターの作品に参加, The Montreal Tapes: Tribute to Joe Henderson (Verve, [2004])
- 1991年 ウィントン・マルサリスの作品に参加, 『ソウル・ジェスチャーズ・イン・サザン・ブルー Vol.1：シック・イン・ザ・サウス』 - Thick In The South:  Soul Gestures In Southern Blue, Vol. 1 (Columbia)
- 1991年 マッコイ・タイナーの作品に参加, 『ニューヨーク・リユニオン』 - New York Reunion
- 1991年 リッキー・リー・ジョーンズの作品に参加, 『ポップ・ポップ』 - Pop Pop (Geffen)
- 1992年 ケニー・ギャレットの作品に参加, 『ブラック・ホープ』 - Black Hope
- 1994年 キティ・マルゴリスの作品に参加, Evolution
- 1994年 ロイ・ハーグローヴの作品に参加, 『ウィズ・ザ・テナーズ・オブ・アワ・タイム』 - With the Tenors of Our Time
- 1995年 シャーリー・ホーンの作品に参加, The Main Ingredient
- 1999年 テレンス・ブランチャードの作品に参加, Jazz in Film